# La Mort d'un bûcheron
Pour plus de détails, voir Fiche technique et Distribution.
La Mort d'un bûcheron est un film dramatique québécois réalisé par Gilles Carle, sorti en 1973.
Il met en vedette la musicienne Carole Laure, accompagnée de Daniel Pilon, Willie Lamothe et Denise Filiatrault.

## Synopsis
Dans La Mort d'un bûcheron, Marie Chapdeleine est une jeune fille à la recherche de son père, autrefois bûcheron, disparu mystérieusement. Elle quitte les bois pour le retrouver mais est plutôt exploitée par un tenancier dans un bar western de Montréal.

## Fiche technique
- Titre : La Mort d'un bûcheron
- Réalisation : Gilles Carle
- Scénario : Arthur Lamothe
- Décors : Jocelyn Joly
- Costumes : Michèle Cournoyer
- Photographie : René Verzier
- Musique : Willie Lamothe
- Son : Henri Blondeau et Austin Grimaldi
- Production : Pierre Lamy
- Société de production : Les Productions Carle-Lamy
- Société de distribution : Les Films Mutuel
- Langue : français
- Pays de production :  Québec,  Canada
- Genre : Drame
- Durée : 115 minutes
- Date de sortie : 25 janvier 1973

## Distribution
- Carole Laure : Marie Chapdeleine
- Willie Lamothe : Armand Saint-Amour
- Daniel Pilon : François Paradis
- Pauline Julien : Charlotte Juillet
- Marcel Sabourin : Ti-Noir L'Espérance
- Denise Filiatrault : Blanche Bellefeuille
- Bobby Hachey : Musicien
- Roger Lebel
- J.-Léo Gagnon

## Analyse
Le scénario du film présente plusieurs éléments d'intertextualité avec le roman Maria Chapdelaine, à cause du nom des protagonistes principaux évidemment repris du roman, mais aussi à cause d'un positionnement qui critique par rapport aux thèmes du texte de Louis Hémon. Gilles Carle explore d'ailleurs ces thèmes à travers une incursion dans le monde du papier : la mort du bûcheron représente la fin d'une époque et les débuts d'une nouvelle ère pour la culture québécoise, qui s'affranchit de liens de dépendance culturelle par rapport aux empires coloniaux et économiques entre lesquels elle se trouvait prise jusqu'alors. Cette symbolique peut également être vue dans le personnage de Charlotte Juillet (qui décide de mener un projet de maternité seule).
En entrevue, Gilles Carle a affirmé que le western est une composante importante de ses films, car il a été très influencé par les sonorités qui ont bercé son enfance. Selon le cinéaste, le western se définit comme « la vraie musique du pauvre » et a représenté une façon de se valoriser en créant un mythe qui constitue « le grand rêve de l'Amérique pauvre ». Le Québec a aussi sa petite civilisation western, dont le héros, le bûcheron, est notre cow-boy.
Dans plusieurs de ses films, le cinéaste met en scène des exclus ou des marginaux et interroge leur rapport avec la société dite « normale » : « La marginalité m'intéresse, parce que c'est une manière plus vivante de vivre », explique Carle.